# Mus tenellus
Mus tenellus е вид бозайник от семейство Мишкови (Muridae).

## Разпространение
Видът е разпространен в Етиопия, Кения, Сомалия, Судан и Танзания.